# Королевские гонки Ру Пола (9 сезон)
Девятый сезон реалити-шоу «Королевские гонки Ру Пола» начался 24 марта 2017 года. Ру Пол, Мишель Визаж Карсон Крессли и Росс Мэтьюз вернулись в кресла главных судей. Тринадцать новых дрэг-квин (а также одна вернувшаяся) боролись за звание «Следующей американской суперзвезды дрэга». Призами за первое место стали: годовой запас косметики от фирмы Anastasia Beverly Hills, денежный приз в размере $100 000, а также корона и скипетр от фирмы Shandar. Имена новых королев были представлены 2 февраля 2017 года; также в ходе соревнования Ру Пол вернул участницу прошлого сезона Синтию Ли Фонтейн, которая заняла тогда 10 место.

## Список участников
| Королева           | Настоящее имя       | Возраст | Город                    | Результат     |
| ------------------ | ------------------- | ------- | ------------------------ | ------------- |
| Саша Велюр         | Александр Стайнберг | 31      | Бруклин, Нью-Йорк        | Победитель    |
| Пепперминт         | Энджес Мур          | 37      | Нью-Йорк, Нью-Йорк       | Финалист      |
| Шей Кулей          | Джарен Меррел       | 27      | Чикаго, Иллинойс         | Полуфиналисты |
| Тринити Тейлор     | Райан Тейлор        | 31      | Орландо, Флорида         | Полуфиналисты |
| Алексис Мишель     | Алекс Майклс        | 32      | Нью-Йорк, Нью-Йорк       | 5 место       |
| Нина Бо’нина Браун | Пьер Диз            | 34      | Ривердейл, Джорджия      | 6 место       |
| Валентина          | Джеймс Лейва        | 25      | Лос-Анджелес, Калифорния | 7 место       |
| Ферра Мон          | Кэмерон Клейтон     | 22      | Лас-Вегас, Невада        | 8 место       |
| Ажа                | Джей Ривьера        | 22      | Бруклин, Нью-Йорк        | 9 место       |
| Синтия Ли Фонтейн  | Карлос Эрнандес     | 35      | Остин, Техас             | 10 место      |
| Эврика             | Дэвид Хаггард       | 25      | Джонсон-Сити, Теннесси   | 11 место      |
| Чарли Хайдс        | Чарли Хайдс         | 52      | Бостон, Массачусетс      | 12 место      |
| Кимора Блэк        | Вон Нуген           | 27      | Лас-Вегас, Невада        | 13 место      |
| Джеймс Менсфилд    | Джеймс Вирт         | 26      | Мэдисон, Висконсин       | 14 место      |